# Lilium amabile

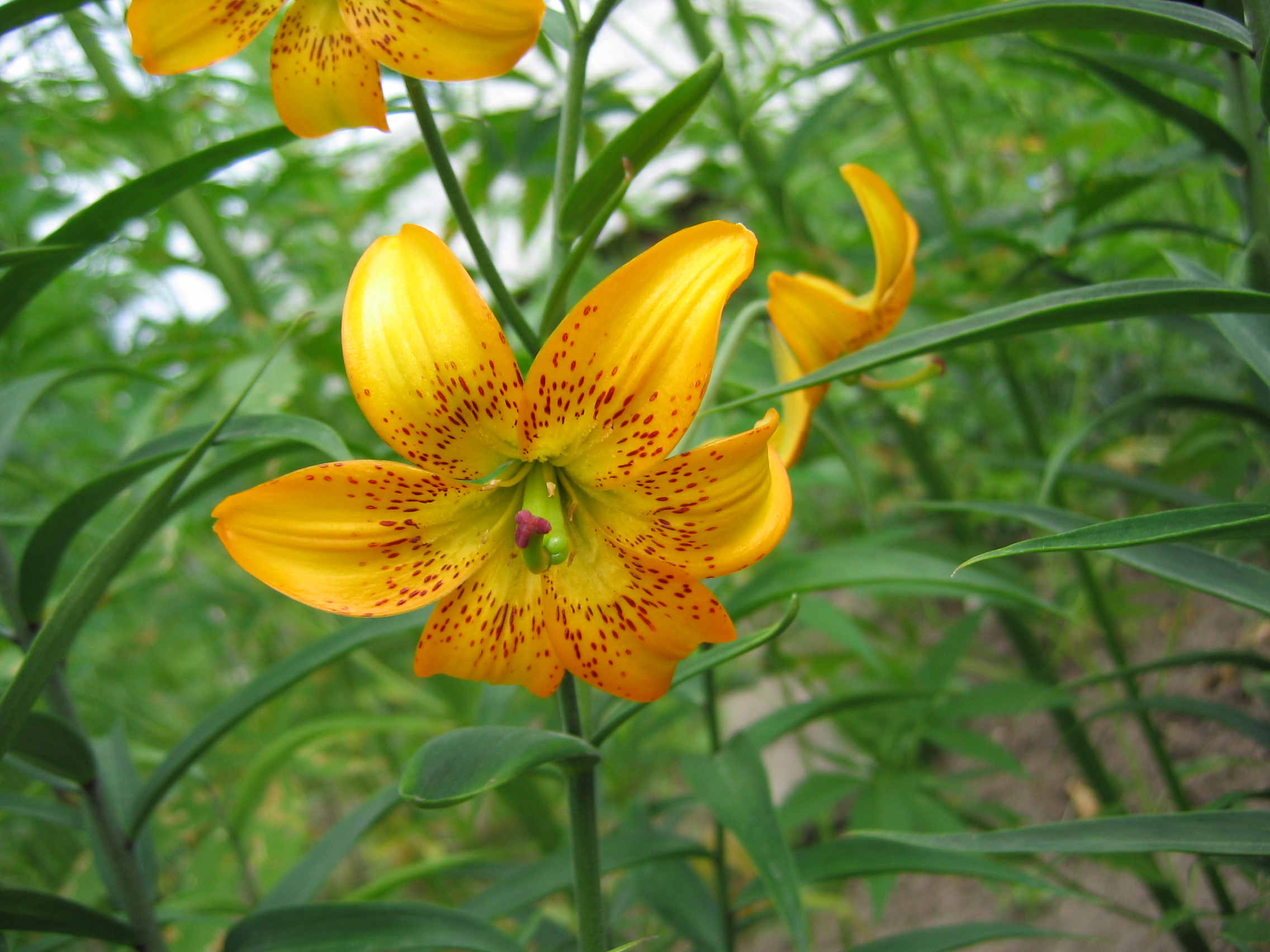
L.amabile var.luteum.

Lilium amabile (em chinês: 秀丽百合) é uma espécie de planta com flor, pertencente a família Liliaceae. É endêmica da Coreia.